# جاك غريفيثز
جاك غريفيثز (بالإنجليزية: Jack Griffiths)‏ (15 سبتمبر 1909 في المملكة المتحدة - 1 يناير 1975) هو مدرب كرة قدم ولاعب كرة قدم بريطاني (وحمل سابقاً جنسية المملكة المتحدة لبريطانيا العظمى وأيرلندا) في مركز الظهير. لعب مع بورت فايل وبولتون واندررز ومانشستر يونايتد ووولفرهامبتون واندررز.

## وصلات خارجية
- جاك غريفيثز على موقع قاعدة بيانات كرة القدم.إي يو (الإنجليزية)
- جاك غريفيثز على موقع عالم كرة القدم.نت (الإنجليزية)